# Videoblog
|  | Sammenskrivningsforslag Artiklen Videoblog er foreslået føjet ind i Blog. (Siden marts 2020) Diskutér forslaget |

Videoblog i daglig tale vlog er en weblog som også indeholder video. En vlog kan fx handle om ens dag, fra start til slut, eller hvad man spiser i en dag. En vlogger er en person der muligvis får penge for det han/hun sender ud, på sin kanal.